# Mal do século
Mal do século é uma expressão, original de Chateaubriand (em francês:  mal du siècle), utilizada como um tópico literário para se referir à crise de crenças e valores desencadeada na Europa no século XIX, comumente no contexto do romantismo.
Trata-se de um sentimento de decadência, tédio, desilusão e melancolia, da inutilidade e futilidade da existência, que afetou profundamente os jovens e permeou na literatura da época. Considera-se que este desconforto é devido ao vazio existencial deixado pelo racionalismo iluminista. Há muitos exemplos deste sentimento coletivo, porém o mais representativo é Werther de Johann Wolfgang von Goethe, na medida em que o mal do século foi também conhecido como Mal de Werther (em alemão:  Werther-Fieber, Efeito Werther, que produziu uma onda de suicídios imitados). A literatura romântica e a ficção gótica desenvolveram um gosto pelo mórbido e pelas personalidades doentias e autodestrutivas (os anti-heróis), tanto pelos personagens fictícios como pelos reais. A este respeito, foram similares alguns movimentos literários na segunda metade do século XIX (o simbolismo, o decadentismo, os chamados poetas malditos: Verlaine, Rimbaud, Baudelaire etc.)
O personagem René do poeta francês Chateaubriand caracterizava o tédio proveniente do romantismo como um marco da estética romântica da primeira metade do século XIX.